# Michael Klim
Michael George Klim (Gdynia, 13 de agosto de 1977) é um nadador australiano nascido na Polônia.
Klim foi selecionado pela primeira vez para representar a Austrália nos Jogos da Commonwealth em Victoria, Canadá, em 1994, quando ainda era estudante do Wesley College em Melbourne. Se classificou para os Jogos Olímpicos de Atlanta em 1996 em primeiro lugar no mundo para os 200 metros livres, mas acabou apenas em 10º lugar. Terminou ainda em sexto nos 100 metros borboleta, mesma colocação alcançada nos 4x100m livres, em quarto nos 4x200m livres, e nadou o 4x100 m medley da Austrália, onde obteve a medalha de bronze.
Em 1998 ganhou quatro medalhas de ouro no Campeonato Mundial de Perth, sete medalhas no total. Dois anos mais tarde, nos Jogos Olímpicos de Sydney, conquistou duas medalhas de ouro com dois recordes mundiais através dos revezamentos 4x100 e 4x200m livres da Austrália. Ele entrou nos 100m livres como o recordista mundial titular, mas o esforço nos revezamentos o deixaram cansado, ficando em quarto lugar, prova vencida pelo holandês Pieter van den Hoogenband, que reivindicou o recorde mundial (47s84) em uma semifinal. Novamente nos 100 m borboleta, ele foi como recordista mundial titular, mas perdeu para o sueco Lars Frölander, acabando em segundo. Ele também obteve a prata como parte do 4x100 m medley.
Nos Jogos Olímpicos de 2004, em Atenas, Klim obteve outra medalha de prata nos 4x200m livres. Nos 4x100m livres acabou em sexto e nos 4x100m medley em 9º lugar.
Em piscina olímpica, Klim foi recordista mundial dos 100m livres por três dias em 2000, e dos 100m borboleta entre 1997 e 2003; e em piscina semi-olímpica (curta), dos 100m borboleta em 1998 e entre 1999 e 2000. Foi eleito "Nadador do Ano" pela revista Swimming World Magazine em 1997.
Em 26 de junho de 2007, Michael Klim anunciou sua aposentadoria da natação.